# José Manuel Zozaya
José Manuel Zozaya y Bermúdez (Salvatierra, Guanajuato, 4 de julio de 1778 – Ciudad de México, 21 de junio de 1853) fue el primer diplomático mexicano en representar a su país en Estados Unidos, sirviendo como enviado extraordinario y ministro plenipotenciario del 12 de diciembre de 1822 al 20 de mayo de 1823.
Además de sus actividades diplomáticas, Zozaya se desempeñó como abogado de hecho de Agustín de Iturbide, como congresista por Guanajuato (1820), como auditor del Ejército, y operó la primera fábrica de papel en territorio mexicano.

## Obras
- Apelacion al tribunal de la opinion publica que interpone el C. José Manuel Zozaya por la injusta y atroz esclusiva ejercida por el señor Gobernador y Junta Departamental de México, para la provision de los juzgados de primera instancia (1839).[9]
- Oración cívica pronunciada en la Alameda el 27 de octubre de 1841, por el Sr. Lic. d. Manuel Bermúdez Zozaya, [sic] Auditor de Guerra de la Comandancia General de México (1841).[6]